# Corilana erythraea
Corilana erythraea är en kräftdjursart som beskrevs av Kossman 1880. Corilana erythraea ingår i släktet Corilana och familjen Corallanidae. Inga underarter finns listade i Catalogue of Life.